# El diablo inglés
El diablo inglés es un cuento de María Elena Walsh publicado por primera vez en 1974, por Editorial Estrada, en Buenos Aires. Actualmente su publicación se encuentra en manos de Editorial Alfaguara.

## Síntesis del libro

### Personajes
- Tomás, un muchacho aprendiz de payador
- Ña Manuela, la hechicera
- El diablo inglés

Como personajes secundarios se encuentran los otros diablos ingleses, vestidos de rojo y formados en hilera en la orilla del río.

### Argumento
El libro cuenta la historia de Tomás, un aprendiz de payador que pierde su guitarra ante el susto que le produce la aparición de un diablo rojo y de ojos claros. Aterrado, el muchacho recurre a la ayuda de Ña Manuela y juntos deciden recuperar la guitarra. Cuando llegan al lugar en que había hecho su aparición el diablo solo encuentran la fogata a medio arder. Discuten sobre la existencia del diablo, pero entonces este se hace presente y comienza a hablar en inglés. En ese momento se escucha un clarín y el diablo huye. Tomás lo sigue y descubre una larga hilera de diablos colorados. Vuelve al pueblo a contar la noticia y a cambiar su guitarra por un fusil.

### Contexto histórico
El relato se inicia en el año de las Invasiones inglesas:

…Por el aire viene el ave,
por el ave viene el pez,
y yo vengo por el tiempo
 a cantarle a no sé quién, 
en una noche cualquiera 
 de 1806….
María Elena Walsh 

Tomás, el protagonista, se encuentra con un soldado inglés al que confunde con un diablo por su uniforme rojo y sus ojos claros. Cuando el soldado habla, Tomás y Ña Manuela no pueden entenderlo y la hechicera sugiere que son “palabras del diablo”. En el final se deja entrever un cambio en la actitud de Tomás, quien deja a un lado el canto para defenderse.